# Sri-lankische Cricket-Nationalmannschaft in Neuseeland in der Saison 2022/23
Die Tour der sri-lankischen Cricket-Nationalmannschaft nach Neuseeland in der Saison 2022/23 fand vom 9. März bis zum 8. April 2023 statt. Die internationale Cricket-Tour war Bestandteil der Internationalen Cricket-Saison 2022/23 und umfasste zwei Tests, drei ODIs und drei Twenty20s. Die Tests waren Bestandteil der ICC World Test Championship 2021–2023, die ODIs Teil der ICC Cricket World Cup Super League 2020–2023. Neuseeland gewann die Test- und ODI-Serie 2–0 und die Twenty20-Serie 2–1.

## Vorgeschichte
Neuseeland spielte zuvor eine Tour gegen England, Sri Lanka in Indien. Das letzte Aufeinandertreffen der beiden Mannschaften bei einer Tour fand in der Saison 2019 in Sri Lanka statt.

## Stadion
Das folgende Stadion wurde für die Tour als Austragungsort vorgesehen.
| Stadion                  | Stadt        | Kapazität | Spiele              |
| ------------------------ | ------------ | --------- | ------------------- |
| Eden Park                | Auckland     | 50.000    | 1. ODI; 1. Twenty20 |
| Hagley Oval              | Christchurch | 20.000    | 1. Test; 2. ODI     |
| University Oval          | Dunedin      | 6.000     | 2. Twenty20         |
| Seddon Park              | Hamilton     | 10.000    | 3. ODI              |
| Queenstown Events Centre | Queenstown   | 19.000    | 3. Twenty20         |
| Basin Reserve            | Wellington   | 11.000    | 2. Test;            |

## Kaderlisten
Sri Lanka benannte seinen Test-Kader am 24. Februar 2023. Neuseeland benannte seinen Test-Kader am 2. März 2023.
| Test | Test | ODI | ODI | Twenty20 | Twenty20 |
| Neuseeland | Sri Lanka | Neuseeland | Sri Lanka | Neuseeland | Sri Lanka |
| --- | --- | --- | --- | --- | --- |
| - Tim Southee (K) - Tom Blundell (wk) - Michael Bracewell - Doug Bracewell - Devon Conway - Matt Henry - Scott Kuggeleijn - Tom Latham - Daryl Mitchell - Henry Nicholls - Blair Tickner - Neil Wagner - Kane Williamson - Will Young | - Dimuth Karunaratne (K) - Dinesh Chandimal - Dhananjaya de Silva - Niroshan Dickwella - Asitha Fernando - Oshada Fernando - Vishwa Fernando - Prabath Jayasuriya - Chamika Karunaratne - Lahiru Kumara - Nishan Madushka - Angelo Mathews - Kamindu Mendis - Kusal Mendis - Ramesh Mendis - Kasun Rajitha - Milan Rathnayake | - Tom Latham (K, wk) - Finn Allen - Tom Blundell (wk) - Chad Bowes - Michael Bracewell - Mark Chapman - Lockie Ferguson - Matt Henry - Benjamin Lister - Daryl Mitchell - Henry Nicholls - Glenn Phillips - Rachin Ravindra - Henry Shipley - Ish Sodhi - Blair Tickner - Will Young | - Dasun Shanaka (K) - Kusal Mendis (VK, wk) - Sahan Arachchige - Charith Asalanka - Dhananjaya de Silva - Nuwanidu Fernando - Wanindu Hasaranga - Chamika Karunaratne - Lahiru Kumara - Pramod Madushan - Dilshan Madushanka - Angelo Mathews - Pathum Nissanka - Matheesha Pathirana - Kasun Rajitha - Sadeera Samarawickrama - Maheesh Theekshana - Dunith Wellalage | - Tom Latham (K, wk) - Chad Bowes - Mark Chapman - Matt Henry - Benjamin Lister - Adam Milne - Daryl Mitchell - James Neesham - Rachin Ravindra - Tim Seifert - Henry Shipley - Ish Sodhi - Will Young | - Dasun Shanaka (K) - Wanindu Hasaranga (VK) - Charith Asalanka - Lasith Croospulle - Dhananjaya de Silva - Nuwanidu Fernando - Chamika Karunaratne - Lahiru Kumara - Pramod Madushan - Dilshan Madushanka - Kusal Mendis (wk) - Pathum Nissanka - Matheesha Pathirana - Kusal Perera - Kasun Rajitha - Sadeera Samarawickrama - Maheesh Theekshana - Dunith Wellalage |

## Tour Match
| 4. – 5. März Scorecard | Lincoln | Sri Lanka 276-4d (57.3) | – | New Zealand XI 141-1 (38) |
|                        |         | Remis                   |   |                           |

## Tests

### Erster Test in Christchurch
| 9. – 13. März Scorecard | Christchurch | Sri Lanka 355 (92.4) & 302 (105.3) | – | Neuseeland 373 (107.3) & 285-2 (70) |
|                         |              | Neuseeland gewinnt mit 2 Wickets   |   |                                     |

Neuseeland gewann den Münzwurf und entschied sich als Feldmannschaft zu beginnen. Für Sri Lanka bildeten die Eröffnungs-Batter Oshada Fernando und Dimuth Karunaratne eine Partnerschaft. Fernando schied nach 13 Runs aus, bevor Kusal Mendis ins Spiel kam. Mendis erreichte ein Fifty über 87 Runs und kurz darauf verlor auch Karunaratne nach 50 Runs sein Wicket. Hinein kamen Angelo Mathews und Dinesh Chandimal. Chandimal schied nach 39 Runs aus und Matthews nach 47 Runs. Ihnen folgten Dhananjaya de Silva und Kasun Rajitha die zusammen den Tag beim Stand von 305/6 beendeten. Am zweiten Tag verlor de Silva nach 46 Runs sein Wicket und von den verbliebenen Battern erreichte Rajitha 22, Prabath Jayasuriya und Lahiru Kumara jeweils 13 und Asitha Fernando 10 Runs. Bester neuseeländische Bowler war Tim Southee mit 5 Wickets für 64 Runs und Matt Henry mit 4 Wickets für 80 Runs. Für Neuseeland bildeten die Eröffnungs-Batter Tom Latham und Devon Conway eine Partnerschaft. Conway schied nach 30 Runs aus und wurde durch Daryl Mitchell gefolgt. Nachdem Latham sein Wicket nach einem Fifty über 67 Runs verloren hatte, beendete Mitchell zusammen mit Michael Bracewell den Tag beim Stand von 162/5. Am dritten Tag schied Bracewell nach 25 Runs und auch der ihm nachfolgende Tim Southee erreichte 25 Runs. Mitchell formte dann mit Matt henry eine weitere Partnerschaft. Mitchell verlor dann sein Wicket nach einem Century über 102 Runs aus 193 Bällen aus und wurde durch Neil Wagner gefolgt. Henry erreichte dann ein Fifty über 72 Runs, und Wagner verlor das letzte Wicket nach 27 Runs und erlangte so einen Vorsprung von 22 Runs. Beste sri-lankische Bowler waren Asitha Fernando mit 4 Wickets für 85 Runs und Lahiru Kumara mit 3 Wickets für 76 Runs. Für Sri lanka erreichte Dimuth Karunaratne 17 und Oshada Fernando 28 Runs, bevor sich an der Seite von Kusal Mendis der vierte Schlagmann Angelo Mathews etablierte. Mendis schied nach 14 Runs aus und der Tag endete beim Stand von 83/3. Am vierten Tag erreichte Dinesh Chandimal an der Seite von Mathews 42 Runs und wurde gefolgt von Dhananjaya de Silva. Mathews schied dann nach einem Century über 115 Runs aus 235 Bällen aus. An der Seite von de Silva erreichte Kasun Rajitha 14 Runs, bevor de Silva das Innings ungeschlagen mit 42* Runs beendete. Die Vorgabe für Neuseeland betrug dann 285 Runs. Beste neuseeländische Bowler waren Blair Tickner mit 4 Wickets für 100 Runs und Matt Henry mit 3 Wickets für 71 Runs. Für Neuseeland etablierte sich der Eröffnungs-Batter Tom Latham zusammen mit dem dritten Schlagmann Kane Williamson und zusammen beendeten sie den Tag beim Stand von 28/1. Am fünften Tag verlor Latham nach 25 Runs sein Wicket und an der Seite von Williamson erzielten Henry Nicholls 20, Daryl Mitchell 81 und Michael Bracewell 10 Runs. Williamson gelang es dann im letzten Over des Spiels die entscheidenden Runs zu erreichen und so nach einem ungeschlagenen Century über 121 Runs aus 194 Bällen den Sieg zu sichern. Bester sri-lankischer Bowler war Asitha Fernando mit 3 Wickets für 63 Runs. Als Spieler des Spiels wurde Daryl Mitchell ausgezeichnet.

### Zweiter Test in Wellington
| 17. – 21. März Scorecard | Wellington | Neuseeland 580-4d (123)                          | – | Sri Lanka 164 (66.5) & 358 (142) (f/o) |
|                          |            | Neuseeland gewinnt mit einem Innings und 58 Runs |   |                                        |

Der Beginn musste auf Grund von Regenfällen verschoben werden. Sri Lanka gewann den Münzwurf und entschied sich als Feldmannschaft zu beginnen. Für Neuseeland bildeten die Eröffnungs-Batter Tom Latham und Devon Conway eine Partnerschaft. Nachdem Latham nach 21 Runs sein Wicket verloren hatte, konnte sich Kane Williamson etablieren. Conway schied nach einem Fifty über 78 Rund aus, woraufhin Williamson zusammen mit Henry Nicholls den Tag, nachdem sich das Licht verschlechtert hatte, beim Stand von 155/2 beendete. Am zweiten Tag dauerte die Partnerschaft insgesamt 363 Runs, bevor Williamson nach einem Double-Century über 215 Runs aus 296 Bällen sein Wicket verlor. Ihm folgte Daryl Mitchell, der 17 Runs erreichte, bevor Neuseeland das Innings deklarierte. Nicholls hatte bis dahin ein Double-Century über 200* Runs aus 240 Bällen erzielt und der hineinkommende Tom Blundell 17* Runs. Bester sri-lankischer Bowler war Kasun Rajitha mit 2 Wickets für 126 Runs. Für Sri Lanka konnte sich Dimuth Karunaratne etablieren, bevor der Tag beim Stand von 26/2 endete. Am dritten Tag erzielten an der Seite von Karunaratne der Batter Dinesh Chandimal 37 und Nishan Madushka 19 Runs, bevor Karunaratne selbst nach einem Fifty über 89 Runs ausschied. Kurz darauf endete das Innings. Sri Lanka hatte einen Rückstand von 416 Runs und Neuseeland forderte das Follow-on ein. Beste neuseeländische Bowler waren Matt Henry mit 3 Wickets für 44 Runs und Michael Bracewell mit 3 Wickets für 50 Runs. In ihrem zweiten Innings konnte Eröffnungs-Batter Dimuth Karunaratne zusammen mit dem dritten Schlagmann Kusal Mendis eine Partnerschaft bilden. Karunaratne schied nach einem Fifty über 51 Runs aus und der Tag endete beim Stand von 113/2. Am vierten Tag scheid auch Mendis nach einem Half-Century über 50 Runs aus, woraufhin Dinesh Chandimal und Dhananjaya de Silva eine Partnerschaft formten. Chandimal verlor nach 62 Runs sein Wicket und wurde gefolgt durch Nishan Madushka der 39 Runs erreichte. Nachdem Kasun Rajitha ins Spiel gekommen war, schied de Silva nach einem Fifty über 98 Runs aus. Rajitha verlor dann das letzte Wicket des Innings nach 20 Runs. Beste neuseeländische Bowler waren Tim Southee mit 3 Wickets für 51 Runs und Blair Tickner mit 3 Wickets für 84 Runs. Als Spieler des Spiels wurde Henry Nichols ausgezeichnet.

## One-Day Internationals

### Erstes ODI in Auckland
| 25. März Scorecard | Auckland | Neuseeland 274 (49.3)           | – | Sri Lanka 76 (19.5) |
|                    |          | Neuseeland gewinnt mit 198 Runs |   |                     |

Sri Lanka gewann den Münzwurf und entschied sich als Feldmannschaft zu beginnen. Für Neuseeland begannen Chad Bowes und Finn Allen. Bows schied nach 14 Runs aus und an der Seite von Allen erzielte Will Young 26 Runs, bevor Daryl Mitchell ins Spiel kam. Allen verlor dann sein Wicket nach einem Fifty über 51 Runs und wurde gefolgt durch Glenn Phillips. Mitchell schied nach 47 Runs aus und nachdem Rachin Ravindra ins Spiel kam, schied Phillips nach 39 Runs aus. Ravindra erreichte dann 49 Runs, bevor das letzte Wicket von Ish Sodhi im letzten Over nach 10 Runs fiel und die Vorgabe auf 275 Runs setzte. Bester sri-lankischer Bowler war Chamika Karunaratne mit 4 Wickets für 43 Runs. Sri Lanka verlor drei frühe Wickets, bevor Angelo Mathews ins Spiel kam. Nachdem sich an seine Seite Chamika Karunaratne begab, schied Mathews er nach 18 Runs aus. Karunaratne fand mit Lahiru Kumara einen weiteren partner, bevor er nach 11 Runs ausschied. Kumara verlor dann nach 10 Runs das letzte Wicket für Sri lanka im 20. Over. Bester neuseeländischer Bowler war Henry Shipley mit 5 Wickets für 31 Runs, wofür er als Spieler des Spiels ausgezeichnet wurde.

### Zweites ODI in Christchurch
| 28. März Scorecard | Christchurch | Neuseeland     | – | Sri Lanka |
|                    |              | Spiel abgesagt |   |           |

Das Spiel wurde auf Grund von Regenfällen abgesagt.

### Drittes ODI in Hamilton
| 31. März Scorecard | Hamilton | Sri Lanka 157 (41.3)             | – | Neuseeland 159-4 (32.5) |
|                    |          | Neuseeland gewinnt mit 6 Wickets |   |                         |

Sri Lanka gewann den Münzwurf und entschied sich als Schlagmannschaft zu beginnen. Für sie konnte sich Eröffnungs-Batter Pathum Nissanka etablieren, an dessen Seite Dhananjaya de Silva 13 Runs erreichte, bevor Dasun Shanaka ins Spiel kam. Nissanka verlor sein Wicket nach einem Fifty über 57 Runs und wurde gefolgt durch Chamika Karunaratne. Shanaka erzielte dann 31 Runs bis zu seinem Ausscheiden und Karunaratne erreichte 24 Runs. Beste neuseeländische Bowler mit jeweils drei Wickets waren Matt Henry für 14, sowie Henry Shipley und Daryl Mitchell mit jeweils 32 Runs. Für Neuseeland konnte sich der dritte Batter Will Young etablieren. Dieser fand mit Henry Nicholls einen Partner und zusammen konnten sie im 33. Over die Vorgabe einholen. Young erzielte dabei ein Half-Century über 86 Runs und Nicholls 44 Runs. Bester sri-lankischer Bowler war Lahiru Kumara mit 2 Wickets für 39 Runs. Als Spieler des Spiels wurde Will Young ausgezeichnet.

## Twenty20 Internationals

### Erstes Twenty20 in Auckland
| 2. April Scorecard | Auckland | Sri Lanka 196-5 (20) / 12/0 (0.3)                | – | Neuseeland 196-8 (20) / 8/2 (1.0) |
|                    |          | Unentschieden (Sri Lanka gewinnt mit Super Over) |   |                                   |

Neuseeland gewann den Münzwurf und entschied sich als Feldmannschaft zu beginnen. Für Sri Lanka bildeten der Eröffnungs-Batter Kusal Mendis und der dritte Schlagmann Kusal Perera eine Partnerschaft. Mendis schied nach 25 Runs aus und an der Seite von Perera erreichten Dhananjaya de Silva 15 und Charith Asalanka 67 Runs. Zusammen mit Wanindu Hasaranga beendete Perera dann ungeschlagen das Innings. Perera erzielte dabei ein Fifty über 53* Runs und Hasaranga 21* Runs. Bester neuseeländischer Bowler war James Neesham mit 2 Wickets für 30 Runs. Für Neuseeland schieden die Eröffnungs-Batter früh aus, woraufhin Tom Latham und Daryl Mitchell eine Partnerschaft bildeten. Latham erreichte 27 Runs und wurde gefolgt durch Mark Chapman der 33 Runs erzielte. Nachdem James Neesham ins Spiel gekommen war, schied Mitchell nach einem Fifty über 66 Runs aus. Neesham formte dann zusammen mit Rachin Ravindra eine Partnerschaft, bevor er selbst nach 19 Runs sein Wicket verlor. Ravindra schied dann im letzten Over nach 25 Runs aus, bevor Ish Sodhi mit 10* Runs das unentschieden sicherte. Beste sri-lankische Bowler waren mit jeweils zwei Wickets Dasun Shanaka für 20, Wanindu Hasaranga für 30 und Pramod Madushan für 37 Runs. Im Super Over erzielte Neuseeland zunächst Runs, jedoch konnte Maheesh Theekshana zwei Wickets erzielen. Für Sri Lanka erzielte Charith Asalanka dann die notwendigen Runs. Als Spieler des Spiels wurde Charith Asalanka ausgezeichnet.

### Zweites Twenty20 in Dunedin
| 5. April Scorecard | Dunedin | Sri Lanka 141 (19)               | – | Neuseeland 146-1 (14.4) |
|                    |         | Neuseeland gewinnt mit 9 Wickets |   |                         |

Neuseeland gewann den Münzwurf und entschied sich als Feldmannschaft zu beginnen. Nachdem für Sri Lanka Eröffnungs-Batter Kusal Mendis nach 10 Runs ausschied, bildeten Kusal Perera und Dhananjaya de Silva eine Partnerschaft. Perera erreichte 35 Runs und de Silva 37 Runs. Daraufhin folgte Charith Asalanka der 24 Runs erreichte. Die verbliebenen Batter erhöhten die Vorgabe auf 142 Runs. Bester neuseeländischer Bowler war Adam Milne mit 5 Wickets für 26 Runs. Für Neuseeland bildeten die Eröffnungs-Batter Chad Bowes und Tim Seifert eine Partnerschaft. Bowes verlor sein Wicket nach 31 Runs und wurde durch Tom Latham ersetzt. Seifert und Bowes konnten dann im 15. Over die Vorgabe einholen. Seifert erzielte dabei ein Fifty über 79* Runs und Latham 20* Runs. Das sri-lankische Wicket erzielte Kasun Rajitha. Als Spieler des Spiels wurde Adam Milne ausgezeichnet.

### Drittes Twenty20 in Queenstown
| 8. April Scorecard | Queenstown | Sri Lanka 182-6 (20)             | – | Neuseeland 183-6 (19.5) |
|                    |            | Neuseeland gewinnt mit 4 Wickets |   |                         |

Neuseeland gewann den Münzwurf und entschied sich als Feldmannschaft zu beginnen. Für Sri Lanka formten die Eröffnungs-Batter Pathum Nissanka und Kusal Mendis eine Partnerschaft. Nissanka schied nach 25 Runs aus und wurde durch Kusal Perera gefolgt. Nachdem Mendis nach einem Fifty über 73 Runs sein Wicket verloren hatte, kam Dhananjaya de Silva ins Spiel. Perera erreichte dann 33, de Silva 20 und der hineinkommende Dasun Shanaka 15 Runs, wodurch die Vorgabe auf 183 Runs erhöht wurde. Bester neuseeländischer Bowler war Benjamin Lister mit 2 Wickets für 37 Runs. Für Neuseeland bildeten die Eröffnungs-Batter Chad Bowes und Tim Seifert eine erste Partnerschaft. Bowes verlor nach 17 Runs sein Wicket und der hineinkommende Tom Latham erzielte 31 Runs. Seifert bildete dann zusammen mit Daryl Mitchell eine weitere Partnerschaft, bevor er nach einem Half-Century über 88 Runs ausschied. Nachdem Mark Chapman 16 Runs erreicht hatte, schied auch Mitchell nach 15 Runs aus. Mit dem vorletzten Ball erreichte dann Rachin Ravindra die fehlenden zwei Runs für den Sieg. Bester sri-lankischer Bowler war Lahiru Kumara mit 3 Wickets für 38 Runs. Als Spieler des Spiels wurde Tim Seifert ausgezeichnet.

## Auszeichnungen

### Player of the Series
Als Player of the Series wurden der folgende Spieler ausgezeichnet.
| Serie    | Player of the Series |
| -------- | -------------------- |
| Test     | Kane Williamson      |
| ODI      | Henry Shipley        |
| Twenty20 | Tim Seifert          |

### Player of the Match
Als Player of the Match wurden die folgenden Spieler ausgezeichnet.
| Spiel       | Player of the Match |
| ----------- | ------------------- |
| 1. Test     | Daryl Mitchell      |
| 2. Test     | Henry Nicholls      |
| 1. ODI      | Henry Shipley       |
| 2. ODI      | –                   |
| 3. ODI      | Will Young          |
| 1. Twenty20 | Charith Asalanka    |
| 2. Twenty20 | Adam Milne          |
| 3. Twenty20 | Tim Seifert         |